# 75 Cents
75 Cents, właśc. Ladislav Demeterffy (ur. 29 stycznia 1933, zm. 19 listopada 2010) – chorwacki wokalista, który wraz z Kraljevi Ulice reprezentował Chorwację na Konkursie Piosenki Eurowizji 2008. Piosenka Romanca przeszła przez półfinał i zajęła 21. miejsce w finale.